# Miquel Pallardó i González
Miquel Pallardó González (Alaquàs, L'Horta, País Valencià, 5 de setembre de 1986) és un futbolista professional valencià, actualment sense equip.
Pallardó és un migcampista defensiu format al planter del València CF. El seu debut es va produir de forma testimonial en l'antepenúltima jornada de la temporada 2004-2005 en la qual únicament va disputar deu minuts. Després de va retornar a la plantilla del València CF Mestalla participant en les pretemporadas del primer equip. A causa del bon rendiment ofert el tècnic Quique Sánchez Flores va decidir apostar per ell com substitut del lesionat David Albelda i que a la tornada d'aquest va disputar bastants minuts per causa de les múltiples baixes del conjunt valencià, durant la temporada 2006-2007.
Potseriorment seria cedit al Getafe CF i al Llevant UE, club amb el qual juga actualment.
Ha estat internacional amb la selecció de futbol d'Espanya sub-21 i internacional sub-17.